# Anna Maria van Schurman
Anna Maria van Schurman (Colônia, 5 de novembro de 1607 - 4 de maio de 1678) foi uma pintora, poeta e acadêmica teuto-holandesa. A humanista, teóloga e poetisa holandesa Anna Maria van Schurman (1607-1678) foi a primeira aluna na Holanda (e possivelmente na Europa). Em 1636, ela foi admitida na recém-criada 'Rijksuniversiteit Utrecht' (Universidade de Utrecht). Por trás de uma cortina, Van Schurman rebatizada pelos contemporâneos holandeses de Minerva holandesa, a Estrela de Utrecht e a Décima Museu assistia a palestras sobre teologia, literatura e medicina. Ela nasceu em Colônia, mas viveu em Utrecht por mais de quarenta anos. Na época, Van Schurman foi uma das poucas mulheres que teve a oportunidade de aprender latim. Ela usou essa habilidade para a publicação de um argumento em latim sobre a adequação do espírito feminino para a ciência e a literatura.
Ela foi extremamente educada para os padrões do século XVII. Sobressaiu-se em arte, música e literatura e autossuficiente em 14 idiomas, incluindo línguas europeias contemporâneas, latim, grego, hebreu, árabe, siríaco, aramaico e etíope. Aos 4 anos já sabia ler; graduou-se em Direito. Conheceu Jean de Labadieu, um jesuíta que se converteu ao Protestantismo e fundou uma seita chamada de Labadismo, tornando-se uma das principais divulgadoras dos fundamentos da seita; o Labadismo extinguiu-se 70 anos depois.

## Vida
Anna Maria van Schurman nasceu em 5 de novembro de 1607, filha de pais reformados em Colônia. Seu pai Friedrich van Schurmann († 1623) veio de Antuérpia, sua mãe Eva von Harff zu Dreiborn de uma família nobre de Jülich-Eifel. A perseguição religiosa e a fuga são questões familiares. Em 1610, eles tiveram que deixar Colônia e após uma parada em Dreiborn (agora a cidade de Schleiden) eles se estabeleceram na liberal Utrecht a partir de 1615. A talentosa Anna Maria foi ensinada por seu pai e um professor particular quando ainda era criança. Aos três anos, ela era capaz de citar a Bíblia. Seu professor de teologia em Utrecht foi Gisbert Voetius (1589-1676). Ela se correspondeu com os estudiosos europeus de seu tempo com Spanheim, Descartes, Richelieu, Huyghens, Simon d'Ewes, Marie de Gournay e Elisabeth von der Pfalz. Correspondência de 1632-1650 com o teólogo reformado Andreas Rivet (1572-1651), mais tarde também com Elisabeth von und zu Merlau e Johann Jakob Schütz (Frankfurt Collegium pietatis), um importante representante do pietismo luterano inicial. Ela morreu em 4 de maio de 1678 em Wieuwerd, West Friesland.

## Alcance efetivo
Anna Maria van Schurman era uma polímata holandesa-alemã, teóloga, filósofa, lingüista, polhistoriadora, pedagoga, geógrafa, astrônoma, retratista, artesã, poetisa, escritora de cartas, falava 12 línguas fluentemente, ela mesma escreveu uma gramática etíope 20 pinturas e gravuras foram preservadas dela. Como a décima musa, "Alpha of Women", "Dutch Sappho" e "Stern / Wunder von Utrecht", ela causou sensação em toda a Europa com sua educação abrangente e era admirada por seus talentos. A seguinte citação vem dela: “Fundamentalmente, cada pessoa tem uma tendência para todas as artes, inclusive as mulheres. As mulheres são adequadas para todas as virtudes, incluindo a ciência ”(Van Schurman 1641).
Em meados da década de 1630, ela recebeu aulas particulares de Gisbert Voetius e foi a primeira teóloga protestante a estudar na faculdade de teologia em Utrecht, mas ela se sentou em um "loge grillé", uma espécie de caixa com barras e aceitou - não visível para o homem os alunos participam das disputas e palestras. Essa foi uma grande quebra de tabu, porque as mulheres foram basicamente excluídas dos estudos (só em 1900 as primeiras mulheres foram matriculadas como estudantes). Em 1636, Schurman escreveu um poema em latim por ocasião da inauguração da Academia de Utrecht, denunciando a exclusão das mulheres dos estudos acadêmicos. Em 1641 apareceu a dissertação de Schurman "De ingenii muliebris ad doutrinam, et meliores litteras aptitudine", na qual ela defendia o direito das mulheres de poderem trabalhar como cientistas. No sentido schurmaniano, a educação das mulheres era uma questão religiosa, não política, emancipatória. As mulheres cristãs devem melhorar seu aprendizado cristão e virtude moral por meio do estudo. Ela também discutiu isso em correspondência com o Professor André Rivet, a Abadessa de Herford Elisabeth von der Pfalz e a filósofa Marie de Gournay. Em 1642, ela foi incluída como estudiosa no léxico "Bibliotheca Belgica" de Valerius Andreas (1588-1655). Em 1648, Elzevir em Leiden publicou sua coleção de opúsculos junto com uma seleção de cartas e poemas dirigidos a ela por seus correspondentes eruditos . As novas edições de 1650, 1652 e 1749 testemunham o interesse sustentado de um grande público. Em Altona - agora parte da comunidade labadista - ela trabalhou em sua obra autobiográfica "Eukleria", a primeira parte da qual apareceu em 1673. a segunda parte da grande obra "Eukleria seu melioris partis electio" foi criada em Wieuwert e apareceu após sua morte em 1678.

## Impulsos reformatórios
Em sua autobiografia “Eukleria”, Anna Maria van Schurman relembra a infância que foi marcada pela fuga. Isso era característico das guerras de religião (Guerra dos Trinta Anos de 1618-1648). A família Schurman também foi afetada. Seu pai Frederik teve que deixar Antuérpia como um refugiado religioso. Anna Maria fugiu de Colônia aos três anos. Como protestantes, foram perseguidos repetidas vezes na Colônia católica, até que fugiram para a Holanda, mais liberal, para Utrecht, em 1610. Anna Maria van Schurman moldou essas experiências. Ela aprende a não transigir por causa da fé. Em sua atitude cristã refletida intelectualmente em relação à vida, os pais combinam a defesa da fé na vida cotidiana e a renúncia ao “mundano”. As crianças são educadas em aulas particulares em casa. Ciência e religião são a base. O pai reconheceu o talento de Anna Maria desde o início e promoveu suas habilidades intelectuais tanto quanto possível. Ela aprende latim com facilidade e é considerada a melhor latinista de seu tempo. Ela é extraordinariamente talentosa com as línguas, sabe argumentar muito bem, mas também tem habilidades artísticas e poéticas. Já aos 14 anos trocou correspondência com o poeta e estadista Jacob Cats (1577-1660), autor de grande leitura e autoridade literária, a quem também dedicou um poema em latim. Cats atesta-lhe que “também é versada nas mais difíceis e subtis missões escolares”. Sua sede de conhecimento e zelo é incrível. Ela não deixa de lado nenhum gênero científico que o cientista natural Adolph Vorstius lhe escreveu: “Peço-lhe, querida esposa, deixe algo para o meu gênero [...]”.
Desde a década de 1630, ela tem emergido cada vez mais como uma teóloga e cientista com formação completa. A atitude religiosa de Van Schurman, sua proximidade com o puritanismo e sua necessidade de um cristianismo ativo a aproximaram de seu professor de teologia Voetius. Sua preocupação era combinar piedade e ciência. O ensino superior promove a piedade, por isso sua tese. Como consequência, todas as ciências são orientadas para a teologia como base e ponto culminante de todos os estudos. Van Schurman adota essa tese e subordina seus estudos científicos à teologia, mas os relaciona ao longo da vida com a questão da ação cristã prática. Com o poema para a cerimônia de abertura da Universidade de Utrecht em 1636, ela assume uma posição pública sobre a exclusão das mulheres dos estudos acadêmicos. Ela também se preocupa consigo mesma, com sua própria posição como cientista. Sua argumentação é baseada em uma imagem teológica cristã do homem. As mulheres são tão semelhantes a Deus quanto os homens (relato da criação) e nessa semelhança a Deus reside o mandato divino do homem e da mulher de se esforçarem pelo conhecimento de Deus. Numa correspondência de longa data com o estudioso do Antigo Testamento André Rivet, ela aprofundou a questão e afirmou: As mulheres têm a capacidade, o direito ou o dever de lidar com as humanidades e as ciências naturais ou mesmo de estudá-las. Ao fazê-lo, ela abriu um debate político sobre as mulheres que foi abordado por vários estudiosos da época. A questão do gênero também foi discutida além das fronteiras nacionais, especialmente na França, que foi um centro da "Querelle des femmes" na primeira metade do século XVII. Uma voz proeminente foi Marie de Gournay (1565-1645). Como muitas outras “mulheres famosas” da época, ela se correspondeu com Anna Maria van Schurman. Ao longo de sua vida, ela teve uma amizade especial com o condessa Palatina Elisabete, que em 1670 concedeu a seu amigo holandês e aos seguidores de Labadies asilo temporário.
No "Opuscula" publicado em 1648, Schurman também comentou sobre outros tópicos teológicos. Exemplos são: o fim da vida, a questão da disputa da graça nos séculos 16 e 17, questões da doutrina da predestinação. Ela ajudou a moldar os debates filosóficos sobre epistemologia e a metodologia da ciência (incluindo o discurso com Descartes). Seus argumentos escolasticamente perfeitamente formados são refletidos na sensacional "Dissertatio" publicada em 1641. "A forma literária é original [...] como mero quadro lógico de conceitos. Termos técnicos filosóficos e dialéticos [...] são usados com bastante naturalidade ". A “Dissertatio” continua sendo a única obra teológico-filosófica de van Schurman que foi recebida cientificamente. Termina com a frase: “Então essa é a minha tese. A mulher cristã tem o direito de estudar ciências ”. A partir do final da década de 1640, Schurman se afastou cada vez mais da vida científica. Sua “fuga do mundo” é baseada nos escritos de Voetius (nadere reformatie, segunda reforma). No final do século 16, correntes religiosas surgiram contra o dogmatismo ortodoxo das igrejas, que novamente enfatizava a piedade individual e pessoal. Este pietismo inicial também foi influenciado por ideias místicas (incluindo os escritos de Jacob Boehme). Schurman procurou aproximar ainda mais sua teologia e sua fé, isto é, combinar ensino e vida, e fundou suas próprias igrejas domésticas (cf. também Eva von Buttlar e Antoniette de Bourignon, que, no entanto, fundaram suas próprias comunidades religiosas) em Lexmond e Utrecht, antes de ingressar em Jean de Labadie em 1662, conheceu e ingressou em sua igreja doméstica separatista em Amsterdã em 1669. Isso implicou uma ruptura final com a Igreja Reformada. Grandes partes da Igreja Reformada reagiram com incompreensão de que a mulher sábia deveria ficar ao lado de Labadie sem reservas. Para Schurman, ingressar na igreja doméstica era um compromisso com o cristianismo para o qual não havia alternativa.
Em 1673 escreveu a primeira parte da sua grande obra “Eukleria seu melioris partis electio” em Altona, e a segunda parte em Wieuwert. Van Schurman defende na "Eukleria", a sua "eleição da melhor parte". Pouco se aprendeu com sua “autobiografia” sobre sua vida até 1660. Em sua maioria, são relatos espirituais da comunidade labadista. Ela se distancia de sua vida científica anterior e revoga todos os seus escritos que foram escritos com um espírito "vão e mundano". Seu trabalho mais importante, a “Dissertatio”, também fez seu rosto corar de vergonha. Em várias passagens, ela critica as ciências individuais que pouco contribuiriam para a vida cristã. Somente a teologia de Labadie e sua concepção ideal de uma comunidade cristã - orientada para a comunidade primitiva - permite que ela seja considerada uma verdadeira comunidade de fé. Como teóloga, ela pode ser classificada sobretudo como a “Eukleria” da ala espiritualista separatista do pietismo. Os últimos anos de vida de Anna Maria van Schurmann são marcados pela fuga. De 1670 em diante, ela fugiu com a comunidade labadista de Amsterdã via Herford, Altona, para Wieuwert, Friesland, onde encontraram refúgio no Castelo Estadual de Walta. A partir daqui, ela começou uma correspondência intensa com Eleonora von Merlau e Johann Jakob Schütz, um dos mais importantes representantes do pietismo luterano inicial.

## Correspondências
A erudita, poetisa e protestante radical Anna Maria van Schurman foi celebrada e amplamente lembrada como uma das mulheres mais eruditas do início da Europa moderna. A partir de 1636, ela assistiu a palestras na Universidade de Utrecht e se tornou a primeira estudante universitária do continente. Bem versada em teologia e filosofia - e com conhecimento de pelo menos quatorze línguas (incluindo um certo número de semitas) - sua rede de correspondência ilustra sua posição de destaque no seio da Respublica Literaria. Entre os correspondentes masculinos de Anna Maria van Schurman estão figuras como Pierre Gassendi, Constantijn Huygens (pai de Christiaan Huygens), André Rivet, Claude Saumaise, Andreas Colvius, Frederik Spanheim e Daniel Heinsius, a maioria dos quais ela conversou em latim.
Anna Maria van Schurman também se correspondeu com uma grande seleção de mulheres eruditas, notadamente figuras como Antoinette Bourignon, Bathsua Makin, Dorothy Moore e Anne de Rohan. Embora a correspondência de van Schurman com Cristina da Suécia não tenha sido transmitida, os registros mostram que van Schurman recebeu a rainha sueca em sua casa em Utrecht, assim como ela também recebeu a rainha polonesa Ludwika Maria [Maria Luísa de Gonzaga]. Correspondendo a essas mulheres eruditas principalmente em francês, Van Schurman atuou como mentora da princesa Elisabete da Boêmia e defendeu com entusiasmo a educação das mulheres. Sua obra pública de defesa do direito das mulheres de estudar, a Dissertatio de ingenii muliebris ad doutrinam et meliores litteras aptitudine (publicada em Paris em 1638 e Leiden em 1641), foi traduzida para o inglês em 1659 como A donzela erudita. Além de se envolver em debates e discussões epistolar, van Schurman também escreveu poesia e foi uma artista talentosa. Uma coleção de sua obra, Opuscula Hebraea Graeca Latina et Gallica, prosaica et metrica, foi publicada em 1648 e posteriormente reimpressa em 1650, 1652 e 1749.
Van Schurman se destaca como um estudo de caso intrigante de uma mulher erudita contribuindo de forma proeminente para as redes de compartilhamento de conhecimento tanto masculinas quanto femininas. De igual interesse são as mudanças significativas nas práticas epistolar de Anna Maria van Schurman após sua partida de Utrecht em 1669 para se juntar ao grupo labadista protestante radical. Seu trabalho, Eukleria (1673), detalha sua decisão de ingressar nos Labadistas; van Schurman renuncia ao que ela sentia ser um elogio superficial e exagerado de seus talentos acadêmicos. Ela permaneceu com os Labadistas até sua morte em 1678 na aldeia Frisian de Wieuwerd.

## Reconhecimento
Em 1991, Anna Maria van Schurman, filha da cidade de Colônia e uma das mulheres mais eruditas do barroco, apareceu como escultura na torre da prefeitura de Colônia. Sem dirigir a Associação de História das Mulheres de Colônia, a escultora Elisabeth Perger não teria sido contratada. Agora ela está lá, em Colônia, a superintelectual e, junto com muitos outros estudiosos, mentes poderosas e inteligentes da cidade, olha para baixo da torre com um cavalete, um pincel, um livro aberto e uma coruja como um símbolo de sabedoria. Uma apreciação tardia, mas pelo menos as mulheres de hoje seguiram o rastro dessa mulher. A própria Van Schurman sabia que todo trabalho feminino, mal produzido, está envolto em trevas. Em 1638, ela escreveu: “É por isso que, ao ler obras historiográficas por longos períodos de tempo, os rastros de mulheres não aparecem mais do que os rastros de um navio no mar” (Van Schurmann 1648: 69-70).
Anna Maria van Schurman é uma mulher cujos rastros não se afundaram no mar. Ela moldou a história da época e da teologia e esteve envolvida como "criadora de mentes" em disputas acadêmicas. A garota talentosa se familiarizou com muitas disciplinas científicas em muito pouco tempo. A teologia, entretanto, foi e permaneceu a disciplina mais elevada para o protestante reformado. O fato de na segunda metade da sua vida se dedicar cada vez mais ao pietismo emergente e levar uma vida modesta e piedosa, é consequência de viver a vida e a fé ainda mais fortemente como uma unidade. Ela não funda sua própria comunidade religiosa como outros pietistas de seu tempo, mas se subordina à comunidade de um homem, ainda que certamente em posição de destaque. Foi sua própria modéstia feminina. Certamente foi muito superior ao teólogo Jean de Labadie em termos de educação científica e geral. Ela compartilha o mesmo destino com muitas mulheres até hoje, que preferem estar no “2º Row ”permanecem, embora eles próprios tenham a credibilidade, competência e autoridade para liderar.